# Championnat d'Espagne féminin de football de deuxième division 2021-2022
Navigation
Édition précédente Édition suivante
La saison 2021-2022 de Segunda División Feminina est la 21e édition de la deuxième division féminine espagnole et la 3e sous l'appellation Reto Iberdrola. La compétition, organisée par la RFEF, débute le 4 septembre 2021 et s'achève le 29 mai 2022.

## Organisation
Comme les précédentes saisons, la compétition oppose 32 équipes, réparties en deux groupes de 16, qui s'affrontent chacune deux fois (un match sur le terrain de chaque équipe) en une série de 30 journées. L'ordre des matches est préalablement établi par tirage au sort.
Les équipes marquent des points en fonction de leurs résultats : 3 points par une victoire, 1 pour un match nul et 0 pour une défaite. Pour départager les égalités, les critères de départage sont les suivants :
1. plus grand nombre de points dans les confrontations directes ;
2. plus grande différence de buts dans les confrontations directes ;
3. plus grande différence de buts générale.

En raison d'une restructuration pour la professionnalisation des catégories nationales féminines à partir de la saison 2022-2023, il y a divers effets sur les classements des équipes lors de cette édition du championnat en raison de la création future de la Segunda División RFEF et de la Tercera División RFEF,.
Les équipes terminant à la 1re place dans chaque groupe à la fin du championnat sont proclamées championnes et sont automatiquement promues en première division espagnole. Tandis que, les équipes terminant entre la 2e et 5e place dans chacun des deux groupes Nord et Sud, se maintiennent en deuxième division.
Les équipes terminant entre la 6e et la 11e place dans chacun des deux groupes, disputent des barrages en un seul match, chez l'équipe la mieux classée, pour déterminer les six autres équipes qui se maintiennent en deuxième division.
En revanche, les équipes terminant entre la 12e et la 14e place de chaque groupe, en plus des six équipes perdantes des matches de barrages, sont relégués en troisième division. Et enfin, les deux derniers de chaque groupe sont relégués en quatrième division.

## Participantes
Légende des couleurs
- Relégué de Primera División
- Promu de Primera Nacional

| Club                  | Ville             |
| --------------------- | ----------------- |
| SE AEM                | Lérida            |
| Athletic Bilbao B     | Bilbao            |
| Atlético de Madrid B  | Alcalá de Henares |
| FC Barcelone B        | Barcelone         |
| Deportivo Abanca      | La Corogne        |
| Espanyol de Barcelone | Barcelone         |
| Levante Las Planas    | Sant Joan Despí   |
| DUX Logroño           | Logroño           |
| CA Osasuna            | Pampelune         |
| CD Parquesol          | Valladolid        |
| CD Pradejón           | Pradejón          |
| CDE Racing Féminas    | Cantabrie         |
| Real Oviedo           | Oviedo            |
| CE Seagull            | Badalone          |
| Sporting de Gijón     | Gijón             |
| Zaragoza CFF          | Saragosse         |

| Club                 | Ville                      |
| -------------------- | -------------------------- |
| Alhama CF            | Alhama de Murcia           |
| CD Castellón         | Castellón de la Plana      |
| CP Cacereño          | Cáceres                    |
| Córdoba CF           | Cordoue                    |
| CD Femarguín         | Mogán                      |
| CD Juan Grande       | San Bartolomé de Tirajana  |
| Elche CF             | Elche                      |
| Fundación Albacete   | Albacete                   |
| Grenade CF           | Grenade                    |
| FF La Solana         | La Solana                  |
| Madrid CFF B         | San Sebastián de los Reyes |
| CD Pozoalbense       | Pozoblanco                 |
| Real Betis B         | Séville                    |
| Santa Teresa CD      | Badajoz                    |
| UDG Tenerife B       | Granadilla de Abona        |
| RU Tenerife Tacuense | Santa Cruz de Tenerife     |

## Compétition

### Classement

#### Groupe Nord
| Rang | Équipe                  | Pts | J  | G  | N | P  | Bp | Bc | Diff |
| ---- | ----------------------- | --- | -- | -- | - | -- | -- | -- | ---- |
| 1    | Levante Las Planas P    | 62  | 30 | 19 | 5 | 6  | 64 | 37 | +27  |
| 2    | Espanyol de Barcelone R | 58  | 30 | 17 | 7 | 6  | 50 | 34 | +16  |
| 3    | CA Osasuna              | 57  | 30 | 17 | 6 | 7  | 56 | 33 | +23  |
| 4    | DUX Logroño R           | 53  | 30 | 15 | 8 | 7  | 48 | 33 | +15  |
| 5    | FC Barcelone B          | 51  | 30 | 16 | 3 | 11 | 52 | 32 | +20  |
| 6    | Deportivo Abanca R      | 51  | 30 | 15 | 6 | 9  | 49 | 29 | +20  |
| 7    | SE AEM                  | 50  | 30 | 15 | 5 | 10 | 46 | 39 | +7   |
| 8    | Real Oviedo             | 46  | 30 | 14 | 4 | 12 | 38 | 36 | +2   |
| 9    | Zaragoza CFF            | 43  | 30 | 13 | 4 | 13 | 45 | 45 | 0    |
| 10   | Athletic Bilbao B       | 39  | 30 | 11 | 6 | 13 | 44 | 41 | +3   |
| 11   | CD Parquesol            | 38  | 30 | 11 | 5 | 14 | 41 | 51 | -10  |
| 12   | CDE Racing Féminas      | 38  | 30 | 10 | 8 | 12 | 37 | 43 | -6   |
| 13   | CD Pradejón P           | 30  | 30 | 8  | 6 | 16 | 32 | 53 | -21  |
| 14   | Atlético de Madrid B    | 30  | 30 | 9  | 3 | 18 | 34 | 60 | -26  |
| 15   | Sporting de Gijón       | 23  | 30 | 6  | 5 | 19 | 33 | 53 | -20  |
| 16   | CE Seagull              | 9   | 30 | 2  | 3 | 25 | 23 | 73 | -50  |

Promotion
- 1er : promotion en Primera División

Relégation
- 6e, 7e, 8e, 9e, 10e et 11e : qualification pour les barrages de relégation
- 12e, 13e et 14e : relégation en Segunda Federación
- 15e et 16e : relégation en Primera Nacional

Abréviations
- R : Relégués de Primera División
- P : Promus de Primera Nacional

#### Groupe Sud
| Rang | Équipe               | Pts | J  | G  | N  | P  | Bp | Bc | Diff |
| ---- | -------------------- | --- | -- | -- | -- | -- | -- | -- | ---- |
| 1    | Alhama CF            | 62  | 30 | 18 | 8  | 4  | 65 | 33 | +32  |
| 2    | CP Cacereño          | 53  | 30 | 15 | 8  | 7  | 53 | 39 | +14  |
| 3    | Grenade CF           | 53  | 30 | 16 | 5  | 9  | 46 | 31 | +15  |
| 4    | CD Juan Grande       | 51  | 30 | 14 | 9  | 7  | 41 | 32 | +9   |
| 5    | UDG Tenerife B       | 47  | 30 | 14 | 5  | 11 | 36 | 33 | +3   |
| 6    | Fundación Albacete   | 47  | 30 | 14 | 5  | 11 | 62 | 51 | +11  |
| 7    | Madrid CFF B         | 46  | 30 | 13 | 7  | 10 | 54 | 46 | +8   |
| 8    | Córdoba CF           | 45  | 30 | 13 | 6  | 11 | 42 | 34 | +8   |
| 9    | Santa Teresa CD R    | 44  | 30 | 10 | 14 | 6  | 38 | 30 | +8   |
| 10   | CD Femarguín         | 37  | 30 | 10 | 7  | 13 | 48 | 49 | -1   |
| 11   | RU Tenerife Tacuense | 36  | 30 | 8  | 12 | 10 | 35 | 41 | -6   |
| 12   | CD Pozoalbense       | 33  | 30 | 8  | 9  | 13 | 40 | 57 | -17  |
| 13   | FF La Solana         | 28  | 30 | 7  | 7  | 16 | 32 | 37 | -5   |
| 14   | Real Betis B P       | 28  | 30 | 8  | 4  | 18 | 33 | 55 | -22  |
| 15   | Elche CF P           | 28  | 30 | 7  | 7  | 16 | 37 | 54 | -17  |
| 16   | CD Castellón         | 23  | 30 | 6  | 5  | 19 | 26 | 66 | -40  |

Promotion
- 1er : promotion en Primera División

Relégation
- 6e, 7e, 8e, 9e, 10e et 11e : qualification pour les barrages de relégation
- 12e, 13e et 14e : relégation en Segunda Federación
- 15e et 16e : relégation en Primera Nacional

Abréviations
- R : Relégués de Primera División
- P : Promus de Primera Nacional

### Barrages de relégation
| Équipe 1           | Score | Équipe 2             |
| ------------------ | ----- | -------------------- |
| Deportivo Abanca   | 3 - 1 | RU Tenerife Tacuense |
| SE AEM             | 5 - 4 | CD Femarguín         |
| Real Oviedo        | 2 - 0 | Santa Teresa CD      |
| Fundación Albacete | 2 - 1 | CD Parquesol         |
| Madrid CFF B       | 1 - 2 | Athletic Bilbao B    |
| Córdoba CF         | 1 - 0 | Zaragoza CFF         |

- Relégation en Segunda Federación